# Absconditella pauxilla
Absconditella pauxilla är en lavart som beskrevs av Vezda & Vivant. Absconditella pauxilla ingår i släktet Absconditella och familjen Stictidaceae.  Arten är reproducerande i Sverige. Inga underarter finns listade i Catalogue of Life.